# Alúvium Muráňa
Alúvium Muráňa este o arie protejată (arie specială de conservare — SAC, sit de importanță comunitară — SCI) din Slovacia întinsă pe o suprafață de 224,51 ha, integral pe uscat.

## Localizare
Centrul sitului Alúvium Muráňa este situat la coordonatele 48°39′57″N 20°08′40″E / 48.665904°N 20.144383°E.

## Înființare
Situl Alúvium Muráňa a fost declarat sit de importanță comunitară în aprilie 2004 pentru a proteja 18 specii de animale. Situl a fost protejat și ca arie specială de conservare în martie 2004.

## Biodiversitate
Situată în ecoregiunile alpină și panonică, aria protejată conține 5 habitate naturale: Păduri aluvionare cu Alnus glutinosa și Fraxinus excelsior (Alno-Padion, Alnion incanae, Salicion albae), Liziere de ierburi înalte hidrofile de câmpie și de nivel montan până la alpin, Fânețe de joasă altitudine (Alopecurus pratensis, Sanguisorba officinalis), Lacuri eutrofice naturale cu vegetație de tip Magnopotamion sau Hydrocharition, Păduri de fag Luzulo-Fagetum.
La baza desemnării sitului se află mai multe specii protejate:
- păsări (2): rață pitică (Anas crecca), erete vânăt (Circus cyaneus)
- amfibieni (2): izvoraș-cu-burta-galbenă (Bombina variegata), Triturus montandoni
- mamifere (8): liliac cârn (Barbastella barbastellus), vidră de râu (Lutra lutra), liliac de iaz (Myotis dasycneme), liliac cărămiziu (Myotis emarginatus), liliac comun (Myotis myotis), liliacul mediteranean cu potcoavă (Rhinolophus euryale), liliacul mare cu potcoavă (Rhinolophus ferrumequinum), liliacul mic cu potcoavă (Rhinolophus hipposideros)
- nevertebrate (3): Cordulegaster heros, Leptidea morsei, Maculinea teleius
- pești (3): Barbus meridionalis, zglăvoacă (Cottus gobio), hadină (Eudontomyzon danfordi)

Pe lângă speciile protejate, pe teritoriul sitului au mai fost identificate 9 specii de plante, 5 specii de amfibieni, 19 specii de mamifere, 2 specii de nevertebrate, 5 specii de pești, 4 specii de reptile.